# Chrysoteuchia yuennanellus
Chrysoteuchia yuennanellus là một loài bướm đêm trong họ Crambidae.